# Estevo Creus
Estevo Creus Andrade (Cee, 1971) es un escritor gallego que ha destacado especialmente en el campo de la poesía.

## Trayectoria
Fue uno de los fundadores del Batallón Literario de la Costa da Morte, participando en obras colectivas como Nós (1997) y Mar por medio (1998). Previamente había publicado como narrador los relatos E a catro patas: quilómetros... (1994) y Confeso que matei a bambi (1996).
Su primera obra individual es del 1996, cuando sale a la luz Poemas da cidade oculta. Ese mismo año gana con Areados el premio Miguel González Garcés de la Diputación Provincial de La Coruña. En el año 1998, gana el premio Eusebio Lorenzo Baleirón con el poemario Teoría do lugar, y en el 2002 el III Premio de poesía Fiz Vergara Vilariño con Decrúa.
Interesado en experimentar con las nuevas formas de la edición, se convierte en un de los miembros fundadores de la editora Letras de Cal y participa también en el proyecto Retagarda Edicións dedicado a editar libros en formato digital empleando el disquete como soporte. Publica en ese formato O libro dos cans en el año 2000. También en el año 2007 y junto con su hermano, el escritor y artista gráfico David Creus, publica facer Merzbau non ou posible?, un libro que pretende borrar las fronteras del concepto tradicional de autoría y que se mueve dentro de un concepto multimediático de la literatura (se acompaña de un DVD).

## Obra publicada

### Poesía
- Poemas da cidade oculta (Xerais, 1996).
- Areados (Deputación da Coruña, 1997).
- Teoría do lugar (Ediciós do Castro, 2000).
- Libro dos cans (Retagarda Edicións, 2000. 2ª edición en Franouren, 2010).
- Decrúa (Espiral Maior, 2003).
- Balea2 (Positivas, 2011).
- Tirotea2 (2011).

### Obras colectivas
- Rumbo ás illas. Escritores da Costa da Morte nas Sisargas (Asociación Cultural Monte Branco/Asociación Neria, O Couto, Ponteceso, 1997).
- dEfecto 2000 (Letras de Cal, 1999).
- A tribo das baleas (Xerais, 2001).
- Poética da casa (Junta de Galicia, 2006).
- facer Merzbau non ou posible? (xunto con David Creus, non ou edicións, 2007).
- Polifonías II. Voces poéticas contra a violencia de xénero (Espiral Maior, 2007).
- De Pondal ao Batallón Literario. 120 anos de poesía na Costa da Morte (Sotelo Blanco, 2009).
- Erato bajo la piel del deseo (Sial Ediciones, 2010).
- Versos no Olimpo. O Monte Pindo na poesía galega (Toxosoutos, 2013).
- 150 Cantares para Rosalía de Castro (2015, libro electrónico).

## Premios
- Ganador del Premio Miguel González Garcés en el 1996, por Areados.
- Ganador del Premio Eusebio Lorenzo Baleirón en el 1998, por Teoría do lugar.
- Ganador del III Premio de poesía Fiz Vergara Vilariño en el 2002, por Decrúa.